# Bomenbuurt (Sneek)
De Bomenbuurt is een woonwijk binnen de stad Sneek in de Nederlandse provincie Friesland. De wijk telt (in 2023) 580 inwoners en heeft een oppervlakte van 27 hectare (waarvan 2 hectare water).

## Ligging en bereikbaarheid
De wijk grenst in het noorden aan het Zwettebos, in het oosten aan de Leeuwarderweg, in het zuiden aan de Binnenstad en de Het Eiland en in het westen aan de Noordoosthoek.
In sommige overzichten wordt de wijk met de Noorderhoek als een geheel gerekend. De Bomenbuurt is even groot als de Noorderhoek, maar heeft aanzienlijk minder inwoners.
De grootste verkeersaders van de wijk zijn de Berkenlaan (in het noorden), de Leeuwarderweg (oosten) en de Jachthavenstraat (in het midden van de wijk). Waterwegen in de wijk zijn de Zwette, die de westelijke grens vormt en de Stadsgracht, in het zuiden grenslijn. In het westen wordt de grens gevormd door de Leeuwarderweg.

## Historie en bebouwing
Rond 1900 kwam de Engelsman Ebenezer Howard met het concept van tuinsteden: gezond leven binnen een stedelijke cultuur. In heel Europa schoten de tuinwijken en -dorpen als paddenstoelen uit grond. Wonen, werken en recreëren kregen ieder een eigen gebied binnen de stad. Waar voorheen rijk en arm naast elkaar leefde, werd ook dit nu gescheiden.
De Bomenbuurt is hier een goed voorbeeld van met haar grote, ruime huizen en flinke tuinen. De eerste bebouwing werd aan de randen van de wijk (Zwette, Jachthavenstraat en Leeuwarderweg) geplaatst. Na de Tweede Wereldoorlog is het binnenste deel van de wijk gevuld met woningen.
Een van de meest in het oog springende woningen is De Lindenhoek, op de hoek van de Lindenlaan. Dit pand is ontworpen door architect Jo Boer en is nog bijna geheel in tact.

### Straatnaamverklaring
De straten in de gehele wijk zijn vernoemd naar boomsoorten.

### Bezienswaardigheden

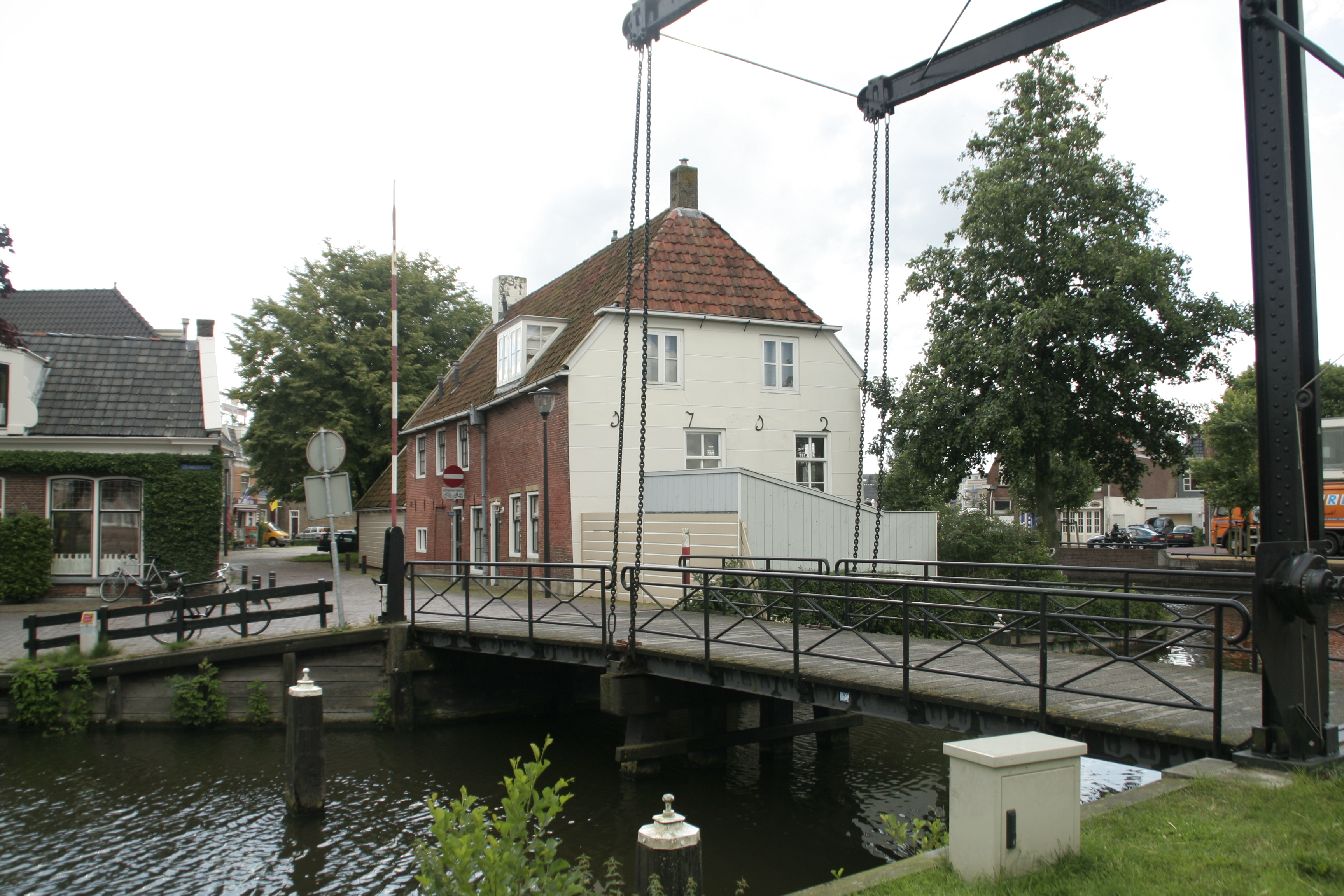
De Laatste Stuiverbrug (rechts).

In de wijk bevinden zich een rijksmonument (in het uiterste zuidwesten), te weten:
- Laatste Stuiverbrug (1787)

Verder zijn bezienswaardig:
- De Oosterkerk
- De Bevrijdingsboom
- Het Zwettebos
- Woonhuis De Lindenhoek

## Voorzieningen
Onder meer de volgende voorzieningen bevinden zich in de wijk:
- Parkeergarage Normandiaplein
- Winkelplein Normandiaplein met diverse winkels
- Oosterkerk

Wijken:
Binnenstad ·
Bomenbuurt ·
De Domp ·
De Loten ·
Duinterpen ·
Harinxmaland ·
Hemdijk ·
Het Eiland ·
De Hemmen ·
Houkesloot ·
It Ges ·
Lemmerweg-Oost ·
Lemmerweg-West ·
Leeuwarderweg ·
Noorderhoek I ·
Noorderhoek II ·
Noordoosthoek ·
Oudvaart ·
Pasveer ·
Poort van Sneek ·
Sperkhem ·
Stadsfenne ·
Stationsbuurt ·
Tinga ·
Zwetteplan
Buurten:
Malta ·
Spitaal ·
Tuindorp